# سفیر ایالات متحده آمریکا در سریر مقدس
سفیر ایالات متحده آمریکا در سریر مقدس (انگلیسی: United States Ambassador to the Holy See) نماینده رسمی ایالات متحده آمریکا در سریر مقدس، رهبری کلیسای کاتولیک، است. با نمایندگی رسمی با گشایش رسمی روابط رسمی توسط رئیس‌جمهور ایالات متحده آمریکا رونالد ریگان و پاپ ژان پل دوم در ۱۹۸۴ آغاز شد.
رئیس جمهور دونالد ترامپ کلیستا گیگنریچ را به عنوان سفیر جدید در سریر مقدس نامزد کرده است.